# Vanderhall Carmel
Vanderhall Carmel — трёхколёсный родстер, выпускаемый американским производителем автомобилей Vanderhall Motor Works.

## История
Vanderhall Carmel был представлен в 2019 году. Его цена составила выше Vanderhall Venice.
С 2020 года Vanderhall Carmel также поставляется в Германию. Базовая модель — Blackjack с укороченным лобовым стеклом и чёрной отделкой. Более дорогие модели могут иметь, среди прочего, кожаный салон, подрулевые переключатели и стандартный оттенок «кепки».
Название Carmell автомобиль получил в честь небольшого городка Кармел-бай-зе-Си в Калифорнии.

## Особенности
Vanderhall Carmel оснащён 1,5-литровым рядным четырёхцилиндровым бензиновым двигателем SGE в паре с шестиступенчатой автоматической трансмиссией.